# Parc de Versailles
Ne doit pas être confondu avec Grand parc de chasse de Louis XIV ou Jardin de Versailles.
Le parc de Versailles, également appelé parc du château de Versailles, est un parc qui s'étend sur 815 hectares sur le territoire de la commune de Versailles, dans les Yvelines en France. Le parc représente en superficie environ un dixième de l'ancien domaine royal, réserve de chasse des rois, appelé le « Grand Parc », dont l'emprise a été sensiblement réduite à la Révolution, et qui est gérée par l'établissement public du château et du domaine de Versailles.
Dans ce parc entièrement clos, se trouvent plusieurs monuments, tels : le château de Versailles, le Petit Trianon et le Grand Trianon, le Hameau de la Reine, ainsi que les jardins à la française du château de Versailles créés par André Le Nôtre. Le parc regroupe également les jardins des Trianons, dont le jardin de style anglo-chinois de Marie-Antoinette, le potager du roi et deux grandes pièces d'eau : le Grand Canal et la pièce d'eau des Suisses.
Le reste du parc est occupé par des parcelles forestières ou agricoles, parcourues par de grandes allées rectilignes. C'est dans ce parc que prend naissance le ru de Gally qui draine le Grand Canal et s'écoule vers l'Ouest. Le parc est limité à l'Est par les parties urbanisées de Versailles et du Chesnay, au Nord par l'arboretum de Chèvreloup situé dans la commune de Rocquencourt et à l'Ouest par la plaine de Versailles qui est un site classé. Au Sud, adossées au bois de Satory, qui appartient à la forêt domaniale de Versailles, se trouvent diverses implantations, dont le centre de recherche de l'INRA, qui occupe les terrains de l'ancienne ferme de la Ménagerie, la résidence de la Lanterne et le camp militaire des Matelots.
Le parc du château a fait l'objet de plusieurs protections successives au titre des monuments historiques. Après une première mention sur la liste des monuments historiques de 1862, un arrêté détaillé est pris le 31 octobre 1906. Il concerne le château et ses dépendances, le petit parc et ses dépendances, les deux Trianons avec leurs parcs respectifs et leurs dépendances, ainsi que le grand parc.

## Histoire

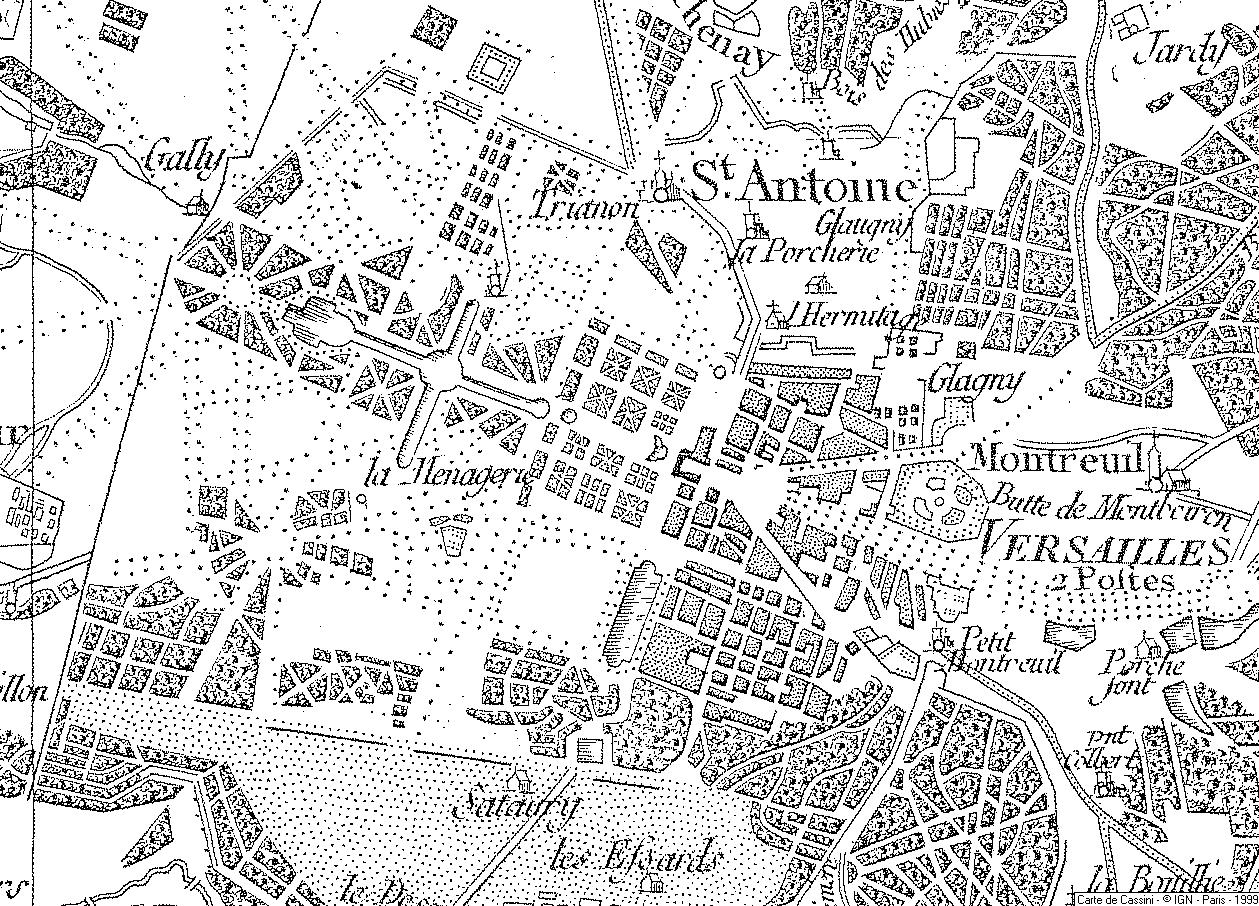
Le domaine royal de Versailles tel qu’il figure sur la carte de Cassini.

### Le projet de Louis XIV
Au XVIIe siècle, le roi Louis XIV souhaite s’installer à l’écart de Paris ; il cherche pour cela un vaste espace pour construire un château à la mesure de son pouvoir. Il choisit Versailles, et, pour l'aménager à son goût, le jardinier André Le Nôtre. Le terrain étant marécageux, les travaux d’assèchement et de plantation d’arbres durent plusieurs années. Le Nôtre, dès le début des années 1660, fait venir des arbres adultes de la France entière. C'est ainsi que les ormes et les tilleuls proviennent de la forêt de Compiègne, les hêtres et les chênes, du Dauphiné. De nombreux plants viennent des pépinières du domaine du château de Vaux-le-Vicomte également. Pour aménager le parc, les fontainiers et jardiniers de Louis XIV ont dû presque tout importer : les arbres, les fleurs et même l'eau.
Dans les jardins de Versailles, la nature est apprivoisée : les parterres de fleurs sont géométriques, les allées, rectilignes et les bassins, symétriques. Les progrès des sciences et des mathématiques (notamment avec la figure de René Descartes) se reflètent dans le parc de Versailles. Le Nôtre conçoit les bassins et les terrasses selon les règles de l’illusion d’optique : le Grand Canal semble proche lorsque le visiteur se trouve au pied du château. À l’époque de Louis XIV, plusieurs centaines d’ouvriers et de jardiniers - on parle de plus de mille ; aujourd'hui, ils sont soixante-dix - devaient entretenir le parc. Le Nôtre impose un style qui se diffuse en Europe : celui du jardin à la française. Mêlant buis, fleurs et gazons, les « parterres de broderies », comme ils sont nommés, offrent au regard des courbes et des dessins qui rappellent des pavages de mosaïque.

### Améliorations
Le roi fréquente ce jardin exceptionnel pour s’inspirer, et afin de mieux s’y délasser. Il le façonne à son image en le retouchant au fil des années, mais il ne cesse de le réaménager aussi dans le but d’impressionner les ambassadeurs étrangers. Il tente donc d’en faire un symbole de la France glorieuse et triomphante à cette époque, celle du Grand Siècle. Le parc compte jusqu'à 1 400 jets d'eau et fontaines, parfois dissimulés dans les bosquets. Lorsque le roi ordonne les grandes eaux, près de 10 000 mètres cubes sont consommés en douze heures. Objet de tous les soins, le système hydraulique va se perfectionner au fil de l'avancement des travaux.

### Restauration
Les tempêtes de fin décembre 1999 en Europe ont abattu un grand nombre d’arbres centenaires (voir La tempête du 26 décembre 1999 ci-dessous). Grâce aux archives, une restauration des jardins tels qu’ils étaient au XVIIe siècle, est en cours.

## Lieux remarquables du parc

### Le Grand Canal
Pièce d’eau en croix de 23 hectares et de 5,5 km de périphérie, le Grand Canal est le plus grand bassin du parc du château de Versailles. Il a été creusé entre 1667 et 1680. Il mesure 1 650 mètres de longueur sur 62 mètres de largeur. Sa particularité est d’offrir un effet d’optique puisque les bassins, étant de tailles différentes, apparaissent de la même taille depuis le château. Son emplacement est, de plus, un hommage au roi. On lit parfois qu'à chaque 5 septembre, jour anniversaire de la naissance de Louis XIV, le soleil se coucherait dans l'alignement du Grand Canal : c'est une pure légende. L'ouvrage est bordé de quatre rangées d'ormes, agrémentées de statues signées Jean-Baptiste Tuby, réalisées selon des croquis de Charles Le Brun et représentant des enfants et des chevaux marins. Les travaux achevés en 1679, le Grand Canal sert de point de départ aux feux d'artifice donnés lors des somptueuses fêtes royales que Louis XIV organise à Versailles.

## Les jardins du château de Versailles

### Les bosquets

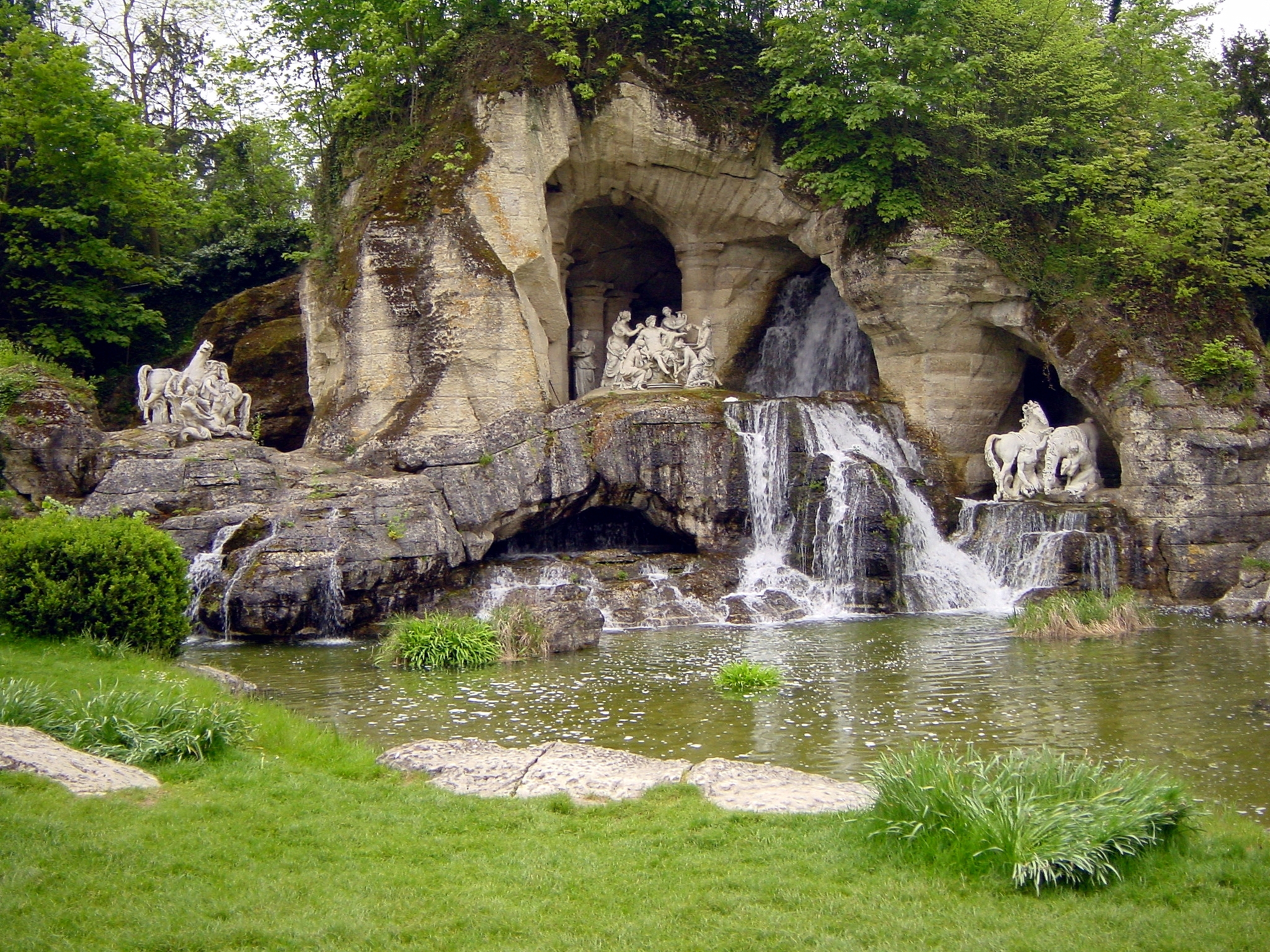
Bosquet des Bains d’Apollon.

Les bosquets de Versailles sont, de l'époque de Louis XIV, appelés « chambres vertes ». Formées d’un véritable dédale d’allées, leurs grandes haies cachent des bassins, des jardins, ou des théâtres de verdure, créant ainsi un espace calme et intime, contrastant avec l’allée royale. Le parc de Versailles comprend plusieurs bosquets :
- Bosquet des Bains d’Apollon
- Bosquet des Dômes
- Bosquet de l'Encelade

Le « Bosquet de la Reine » est un ancien Labyrinthe créé par Le Nôtre en 1665. Ce bosquet est d’abord conçu comme un simple labyrinthe, lieu traditionnel dans le jardin à la française. Quelques années plus tard, il est enrichi d’un décor inspiré par Charles Perrault sur le thème des fables du conteur grec Ésope, dont la statue posée sur un piédestal de rocailles encadre, avec celle de l’Amour qui lui fait face (et qui tient dans sa main le fil d’Ariane), l’entrée de ce bosquet « éducatif » ; en effet, les 39 fables illustrées par des fontaines disséminées dans le labyrinthe sont destinées à l’éducation du dauphin et sont choisies pour représenter chacune une étape vers la sagesse dont la forme du labyrinthe est le symbole de la recherche. D’un entretien difficile (les quelque 333 sculptures animalières sont en alliage métallique peint au naturel), le labyrinthe de Versailles est supprimé en 1778 pour laisser place à un jardin à l'anglaise en l’honneur de Marie-Antoinette, l’actuel bosquet de la Reine.

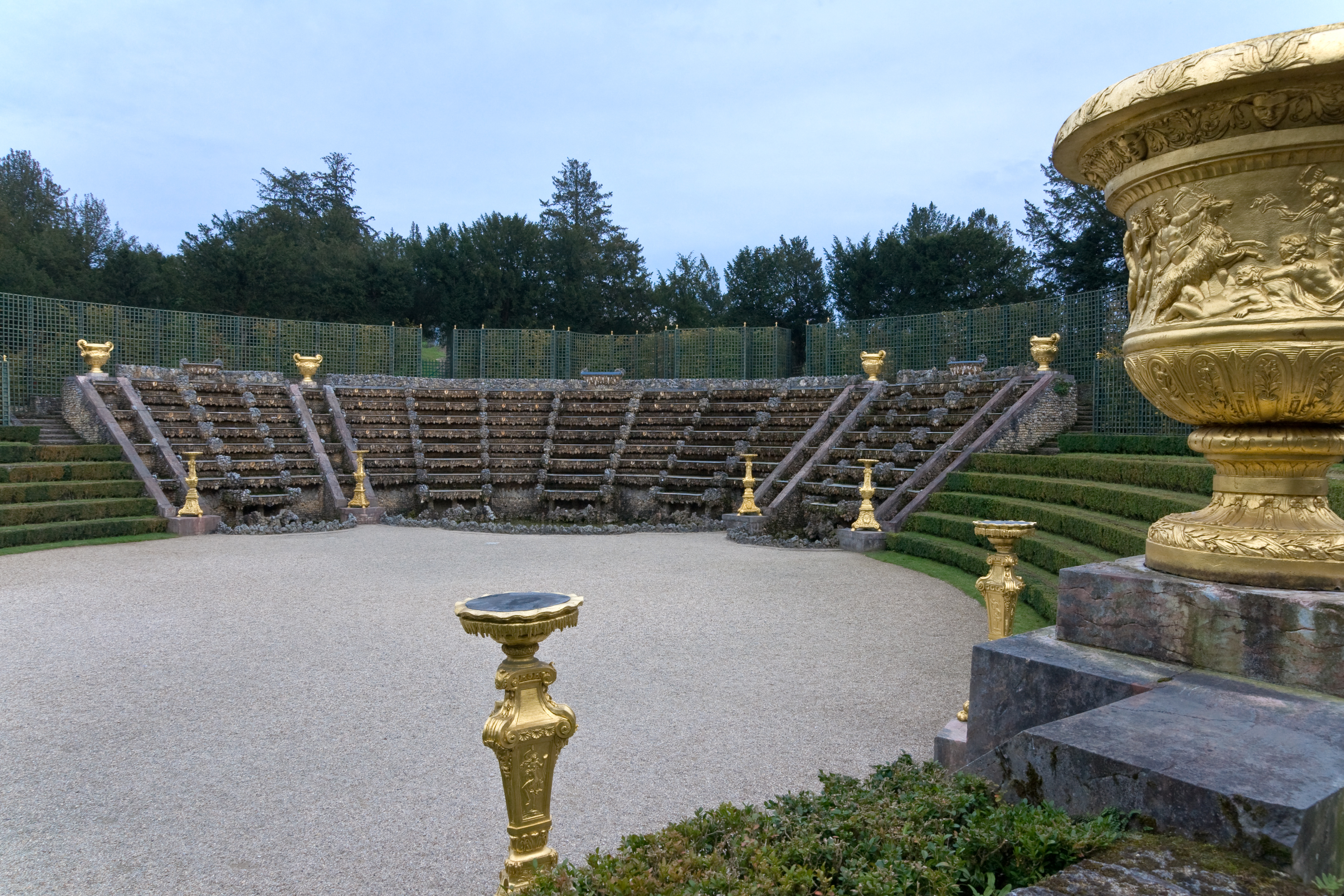
Bosquet de la Salle de Bal.

Le « Bosquet de la Salle de Bal » (ou « Bosquet des Rocailles ») est certainement le plus connu. Des gradins de verdure rappelant les déclinaisons des 100 marches encerclent une piste de danse. Des pierres meulières d’Île-de-France attachées sur les parois de ces gradins servent de cascades, accompagnant ainsi la musique par la mélodie de l’eau. Ce bosquet est décoré par des incrustations de coquillages et de lapis-lazuli en provenance de Madagascar. Après la mort de Le Nôtre, son successeur, Jules Hardouin-Mansart, remplace la piste de danse par une petite île. Le roi âgé de près de 70 ans ne peut cependant plus danser.
- Jardin du Roi

Le « Bosquet des Trois Fontaines » a été restauré en 2004. Lors de cette restauration, les techniques anciennes ont été respectées. Ainsi les soudures ont été faites au plomb, à la louche, comme les artisans de l’époque de Louis XIV.
- Bosquet de l’Arc de Triomphe
- Bosquet du Dauphin
- Bosquet de la Girandole
- Bosquet de la Colonnade
- Salle des Marronniers

Le « Bosquet du Rond Vert » est un ancien théâtre d’eau. Composé d'une multitude de jets d'eau, de sculptures, de plantes taillées et de fontaines, le bosquet est le préféré de Louis XIV. Mais, en raison de son coût d'entretien, ce bosquet est aussi le plus cher. C'est pour raison d'économie que Louis XV en supprime les fontaines. Il faudra attendre Louis XVI qui, au cours de la nouvelle plantation du parc en 1774-1775, va en modifier le tracé et lui donner un nouveau nom celui du « Bosquet du Rond Vert » en raison de sa pelouse centrale de forme arrondie. Ce bosquet est aussi composé d'un bassin orné d'une sculpture représentant des enfants jouant avec des fleurs le seul élément subsistant du théâtre d'eau. En 1999, le bosquet a été ravagé par la tempête à 90 %. Aujourd'hui il n'a pas encore été totalement restauré et sert de décharge pour les spectacles de Versailles.
Le « Bosquet de l’Étoile » est le premier créé par Le Nôtre au château de Versailles ; le dessin de ce bosquet est de forme pentagonale, d'où son nom. Il est orné d'une fontaine qui contient une petite montagne d'où jaillissent onze jets d'eau. Lorsque Mansart devient jardinier de château de Versailles à la place de Le Nôtre, il en supprime la fontaine et fait tracer une allée qui coupe ce bosquet de part en part. Ravagé par la tempête de 1999, ce bosquet attend une replantation et une restauration, comme le Bosquet du Rond Vert.

### Les bassins et les fontaines

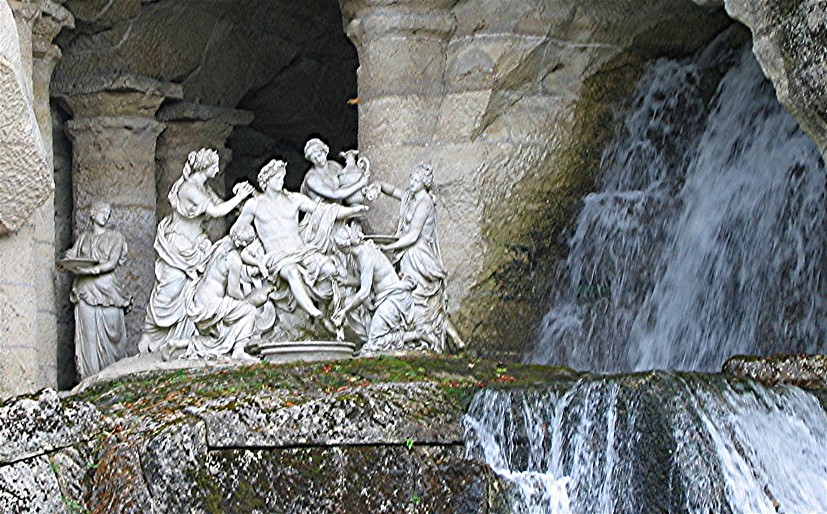
Bosquet des bains d’Apollon

Principales attractions des jardins, censés refléter la grandeur du Roi Soleil (Louis XIV), les bassins et fontaines du parc de Versailles sont au nombre de 2 000 ; aujourd’hui, seuls 1 700 sont en activité, notamment les jours des Grandes eaux musicales.
L’alimentation en eau des bassins constitue un défi technique d'importance au XVIIe siècle et est une préoccupation constante du règne de Louis XIV, avec des besoins toujours accrus. Le parc abrite 30 kilomètres de canalisations en plomb ou en fonte. Un réservoir se trouvait sur les toits plats du château. L’eau coulait grâce à la gravité vers les jardins situés en contrebas. D’autres réservoirs se trouvaient sous les terrasses. Tout un système d’aménagements hydrauliques a été créé et sans cesse agrandi entre 1663 et 1685 pour apporter l’eau nécessaire, d'abord à partir d'un étang voisin, l'étang de Clagny, puis d'étangs de plus en plus éloignés, et ce grâce à des aqueducs. L'eau a été pompée directement de la Seine, malgré un important dénivelé et une distance de plus de 10 kilomètres, grâce à la machine de Marly et ses 14 roues à aubes. Il a été proposé au roi un projet de détourner l'eau de la Loire par des travaux importants. Le creusement d'un canal depuis l'Eure a débuté, mais cette entreprise n'a pas été achevée à cause de la guerre de la Ligue d'Augsbourg (1688-1697).

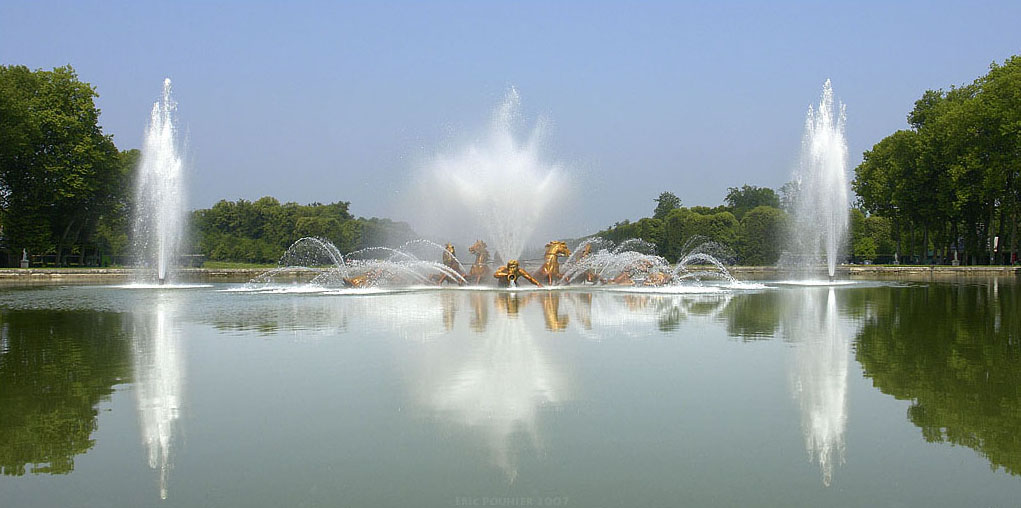
Bassin d’Apollon

Les principaux bassins de Versailles sont :
- Bassin d'Apollon
- les quatre Bassins des Saisons : Bassin de Flore (ou du Printemps), Bassin de Cérès (ou de l'Été), Bassin de Bacchus (ou de l'Automne), Bassin de Saturne (ou de l'Hiver)
- Bassin du Dragon
- Bassin de l'Encelade
- Bassin du Fer-à-cheval
- Parterre de Latone : L'ensemble pyramidal du bassin de Latone fut aménagé en 1670, avant d'être modifié en 1689 par Jules Hardouin-Mansart. Certaines gerbes de cette gigantesque fontaine aux 76 jets d'eau peuvent former des fleurs de lys. Il fallut creuser 40 kilomètres d'aqueducs souterrains pour acheminer l'eau requise par l'ensemble des bassins et fontaines du parc.
- Bassin du Miroir d’eau
- Bassin de Neptune
- Bassin des Nymphes de Diane
- Bassin de l’Obélisque
- Bassin de la Pyramide

### L’orangerie
C’est une partie du château où l’on rentre les arbres et les arbustes l’hiver. Cette orangerie a été construite avant même le château.

### Les statues du jardin

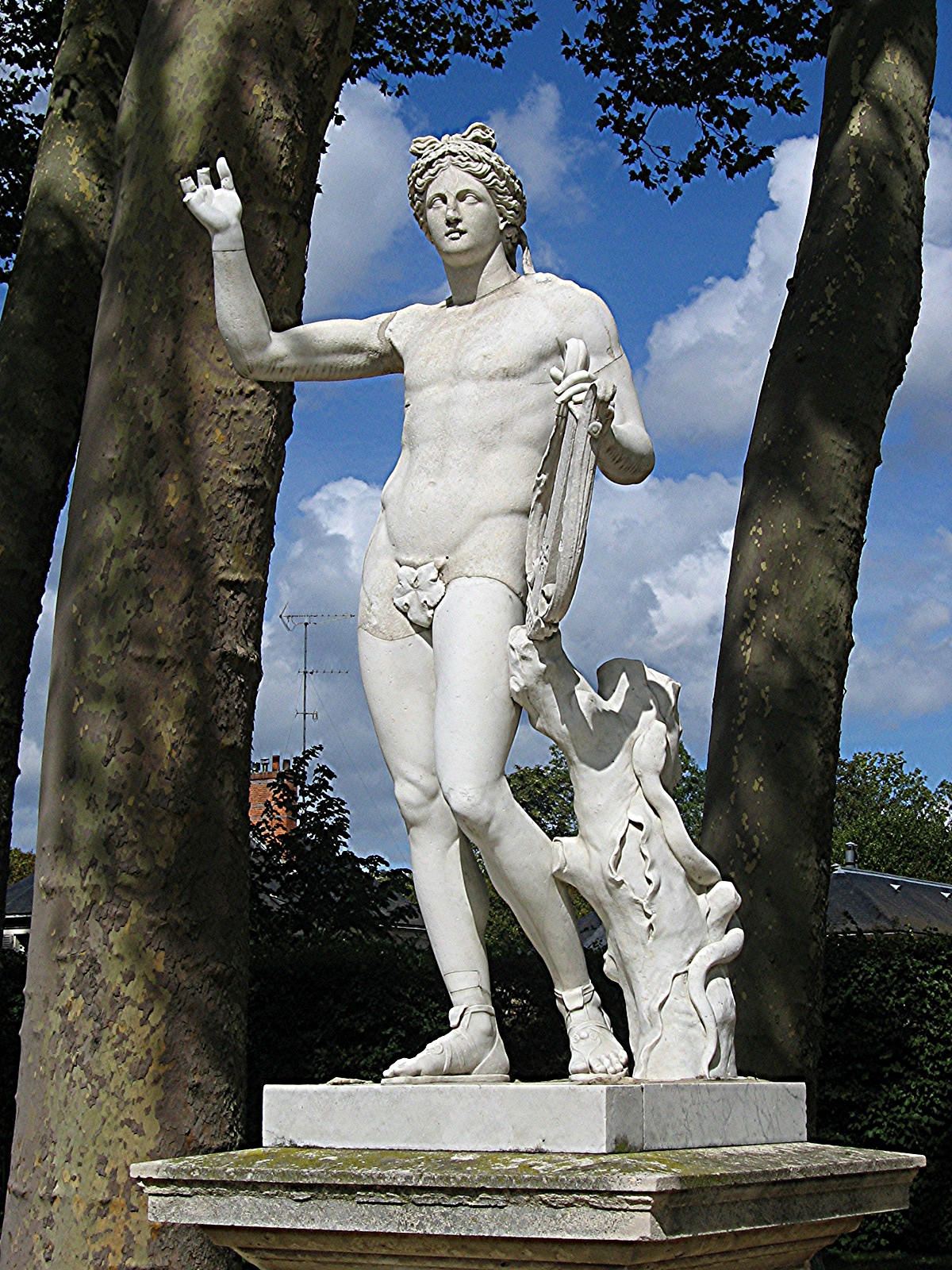
statue d’Apollon, jardins de Versailles

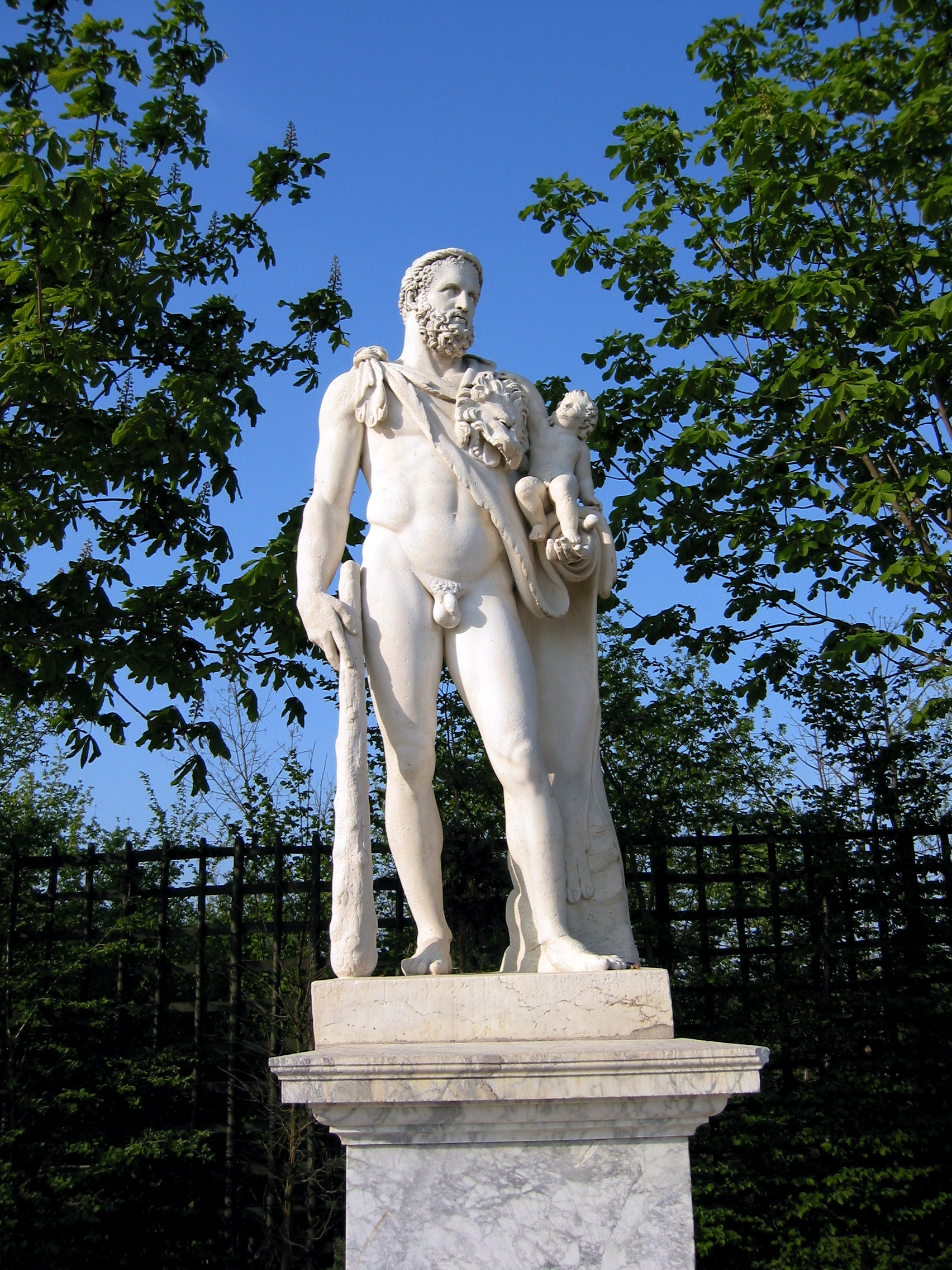
statue d’Hercule, jardins de Versailles

Les statues et sculptures viennent des mythologies grecque et romaine. Elles contribuent à la propagande monarchique : les thèmes antiques sont repris (Apollon, Latone, Titans) afin de magnifier Louis XIV et ses œuvres. Le Soleil et sa course donnent lieu à des représentations sculptées dans les bassins et dans les allées.
Parsemant les allées, décorant les bassins et même les toitures, les statues (signées: Antoine Coysevox, François Girardon, Balthazar Marsy, Gaspard Marsy, Martin Carlier, Jacques Houzeau) font du parc un véritable musée de sculpture en plein air.
Depuis quelques années, les statues sont protégées du gel en période hivernale et sont dissimulées sous des bâches. Elles sont restaurées et remplacées par des copies en plâtre à cause de l'érosion (les originaux sont mis en sécurité, à l'abri dans la galerie des Moulages au fond de la Petite Écurie du château, ou dans le château)[réf. nécessaire].

### Théâtres de verdure
Une armée de jardiniers arrose les jardins. « Les fleurs ne furent pas plantées dans des parterres comme elles le sont aujourd'hui », précise Chiara Santini. « Seules les bordures de buis puisaient leurs racines dans le sol. Les fleurs étaient apportées dans des pots de terre ou de céramique ». Avantage ? « Toute plante fanée était immédiatement remplacée sans nuire à l'ensemble et entretenait l'image d'une éternelle jeunesse ». Inconvénient ? Il fallait procéder à l'arrosage, à l'arrosoir à main, de deux millions de plantes en pots. Le roi affectionnait particulièrement les renoncules qui alternent avec les ellébores, les tulipes et les pivoines. Certaines d'entre elles venaient d'Amérique et ont été acclimatées dans des serres à Rochefort avant de rejoindre Versailles. Dix mille oignons de jonquilles ont été commandés par Jean-Baptiste Colbert à l'intendant de Caen, dès 1673. L'intendant de Marseille a, lui, reçu commande du même homme de faire venir des tubéreuses de l'Empire ottoman et « toutes autres fleurs que vous penserez pouvoir contribuer à l'ornement », précise Colbert. La forêt voisine de Compiègne fournit les 6 000 ormes du parc. Les érables ont été acheminés du jardin des plantes de Montpellier. Les résineux et conifères viennent du Dauphiné. Il y a aussi les fameux orangers de Versailles, en réalité des bigaradiers, des orangers sauvages dont les fleurs exhalent le parfum préféré de Louis XIV, qui s'était pris de passion pour ces arbres exotiques.

### Le Hameau de Marie-Antoinette
Le Hameau de Marie-Antoinette est un espace de jeu où la nature n'est plus domptée comme dans le petit parc d'André Le Nôtre. La reine décide d'y faire construire entre 1783 et 1785 un petit village de style normand. L'architecte est Richard Mique. Le village comprend une ferme, une laiterie, une grange, un colombier, une tour (la tour Malborough), et la maison de Marie-Antoinette, seule bâtisse couverte de tuiles.

## Les jardins du Grand Trianon
Les jardins du Grand Trianon font partie intégrante du palais que Louis XIV a fait construire à proximité de Versailles, au sein de son parc. Le Grand Trianon est surnommé le « palais de Flore », en référence à la déesse du printemps et des fleurs. Les parterres sont décorés d'une grande quantité de fleurs. Au-delà des parterres, se trouvent les bosquets qui montrent le goût du roi vieillissant. Dans ces bosquets se trouve le « bassin du plat-font », une petite cascade décorée de dragons et d'enfants typiques du goût de louis XIV à la fin de son règne. Aux côtés du bassin de la petite gerbe, se trouve le buffet d'eau, chef-d'œuvre de Jules Hardouin-Mansart, devenu le nouveau jardinier du roi. Le Nôtre avait laissé son empreinte dans les jardins du Grand Trianon en faisant construire le « bosquet des sources », véritable révolution dans l'art des jardins au XVIIe siècle ; mais ce bosquet est par la suite détruit par Louis XIV. Les autres bosquets sont très simples et complètement différents des jardins du château de Versailles. Ces jardins, après le règne de Louis XIV, vont être transformés au fil des siècles. Après la tempête de 1999, les jardins du Grand Trianon ont pu être restaurés dans le goût du roi Louis XIV.

## Les jardins du Petit Trianon
Les jardins du petit Trianon sont aménagés sous Louis XV en jardin potager avec des serres où on cultive des fruits rares venus des colonies françaises. Louis XV a fait aménager son jardin à l'emplacement d'une laiterie. Seul reste aujourd'hui le jardin français avec ses deux pavillons. Madame de Pompadour demande au roi de construire le Petit Trianon, mais madame de Pompadour n'en voit pas l'achèvement. C'est à madame du Barry, nouvelle maîtresse royale, que revient le Petit Trianon.
En 1774, Louis XVI, devenu roi de France, offre le Petit Trianon à Marie-Antoinette. La reine commande un jardin au goût du jour c'est-à-dire de style anglo-chinois. Celui-ci est composé de ruisseaux, de petites montagnes, de grottes et de cascades. Dans ce jardin se trouvent deux pavillons : le temple de l'amour et le belvédère, construits en 1774 et 1775. Puis, en 1783, la reine commande à Richard Mique, son architecte, de construire un hameau composé de douze chaumières.

## Le Potager du roi
Le potager est construit entre 1678 et 1683 par le jardinier et botaniste Jean-Baptiste de La Quintinie qui y introduit des plantes raffinées et rares pour l'époque. On y trouve ainsi le caféier, l'ananas et d'autres plantes alimentaires venus de pays lointains. Le potager se trouve à côté de la pièce d'eau des Suisses, non loin de l'Orangerie. L'emplacement choisi est peu favorable à l'établissement d'un potager et nécessite alors des travaux importants pour assécher le marécage préexistant, l'« étang puant », et pour remblayer le terrain avec de la terre de bonne qualité provenant des collines de Satory. L'architecte Jules Hardouin-Mansart y mène d'importants travaux de maçonnerie pour la construction de terrasses et de hauts murs. Le potager s'étend sur 9 hectares. Il a fait l'objet d'un classement au titre des monuments historiques en 1926.

## Quelques chiffres
- Début des travaux : 1662
- Superficie : 815 hectares
- Nombre de plantes sous Louis XIV : 150 000

En 2011 : 
- 350 000 arbres dans le domaine, 300 000 fleurs plantées annuellement par 50 jardiniers, 40 km de charmilles, 700 topiaires de 67 formes différentes
- 32 ha de pelouse, 43 km d’allées, 23 km de treillages, 14 bosquets
- Statuaire : 235 vases, 155 statues, 86 groupes sculptés
- 55 fontaines et plus de 600 jeux d’eau
- 35 km de canalisations hydrauliques (10 % en plomb, 90 % en fonte)[5].

## Les tempêtes et catastrophes climatiques à Versailles
Le domaine de Versailles a été au cours de l'histoire, frappé par de nombreuses tempêtes qui ont régulièrement détruit les arbres et les habitations de la région. C'est par exemple, le cas de la tempête du 7 juillet 1697, qui a détruit la ferme de la Bretonnière et déraciné les arbres de Versailles. De même le 2 février 1701, des vents couchent les arbres de la région "comme des brindilles", en plein hiver.
Le froid terrible de l'hiver de 1709 tue près de 24 000 Parisiens en un mois, ainsi que celui de 1730-1731 qui occasionnent des pertes irréparables dans les jardins de Versailles. Deux mois de gels tuent les jeunes pousses et les branches cassent sous le poids de la glace. L'été suivant fut caniculaire et d'autres hivers eurent un impact considérable sur le parc en 1740, 1754, 1760 et 1768, année la plus froide du siècle.
Une autre tempête en 1776 déracine les arbres et bosquets du domaine. Une tempête s'abat sur le domaine en 1871, et une autre hiver terrible en 1879, tue de nombreux arbres. On parle d'une tornade sous un orage extrêmement violent qui s'abat sur le jardin le 19 mai 1890, vers 17 h 55.
Ainsi encore le froid du 10 au 20 février 1985 détruisit des centaines d'arbres, et les vents très violents de 1990 ont cassé 1800 arbres.

### La tempête du 26 décembre 1999
La tempête qui a traversé la France, le dimanche 26 décembre 1999 a été une catastrophe pour une partie de la forêt française et en particulier pour les arbres du parc du château de Versailles. Ce jour-là, plus de 20 000 arbres ont été touchés sur les quelque 200 000 du domaine. Parmi eux, quelques vénérables arbres prestigieux, dont les deux tulipiers de Virginie de la reine Marie-Antoinette, plantés en 1783, et le pin de Corse de Napoléon Ier. Les deux tiers d'entre eux ont été soit cassés, soit déracinés, et les arbres du dernier tiers ont dû être coupés en raison du danger qu'ils représentaient désormais. De plus, ces arbres ont causé de nombreux autres dégâts sur les bancs, les parterres, les sculptures, treillages, murets, canalisations, rocailles.
Dans les bosquets du parc du château, les dégâts occasionnés par la tempête de 1999 ont été précisément dénombrés et ont concerné : le Jardin anglais (1 348 arbres), l'Étoile royale (1 030 arbres), la Glaisière (977 arbres), le Fer à cheval (764 arbres), les Sabotiers (632 arbres), le Sous-Bois Trianon (525 arbres), la Sablière (459 arbres), l'INRA (423 arbres), l'Avant-Cour (418 arbres), le Rond vert (325 arbres), Choisy (319 arbres), Matelots sud (234 arbres), l'Étoile (231 arbres), Pièce d'eau des Suisses (221 arbres), le Flottille (204 arbres), Châteauneuf (172 arbres), l'Obélisque (149 arbres), les Bains d'Apollon (144 arbres), le Jardin du Roy (132 arbres), le Miroir (109 arbres), les Parterres de Trianon (105 arbres), l'Ermitage (98 arbres), la Petite Venise (72 arbres), le Hameau de la Reine (53 arbres), la Salle de bal (37 arbres, dernier bosquet composé par Le Nôtre), la Ménagerie (18 arbres).
Le samedi 3 février 1990, une tempête beaucoup plus faible avait fait tomber 1 800 arbres, ce qui avait alors révélé la vétusté forestière du domaine. La dernière régénération d'importance avait en effet eu lieu sous Napoléon III et la forêt avait au moins trente ans de trop. Depuis 1992, une politique de replantation a permis de couper 300 arbres chaque année, mais elle s'est heurtée trop souvent aux réticences des familiers du parc qui acceptent alors mal de voir couper les arbres les plus majestueux. Une politique de restitution des œuvres majeures conçues par André Le Nôtre est également entreprise ; elle a concerné notamment les 40 km de lisières de charmilles et les alignements de tilleuls, constitués à la place des ormes atteints de graphiose.
Cette tempête a aussi permis la reconstitution fidèle des abords du Trianon. Ceux-ci ont pu être replantés selon les plans de 1783 dessinés par Richard Mique, le premier architecte de Louis XVI de France, qui a réalisé notamment le hameau de Marie-Antoinette et la décoration intérieure du Petit Trianon. Ces jardins, laissés à l'abandon lors de la Révolution française, avaient été modifiés sur ordre de Napoléon Ier. Cependant, il faudra plus d'un siècle avant que le domaine retrouve son aspect d'avant la tempête[réf. souhaitée].